# Handen
Handen - literalmente A mão -  é um romance escrito pelo sueco  Henning Mankell , e publicado em 2013 pela editora Leopard Förlag.
O livro narra um caso policial com o inspetor Wallander, e contém um glossário informativo sobre o mundo fictício à volta desta personagem, com referências culturais, e notas explicativas sobre diversas pessoas e lugares.